# Let the Ocean Take Me
Let the Ocean Take Me è il quarto album in studio del gruppo musicale australiano The Amity Affliction, pubblicato il 6 giugno 2014 dalla UNFD e dalla Roadrunner Records.
È il secondo album della band ad aver debuttato al primo posto della ARIA Albums Chart e il primo ad essere entrato nella Billboard 200. Nel giro di pochi mesi è stato certificato disco d'oro in Australia per aver superato la soglia delle 35 000 copie vendute.

## Tracce
Testi di Joel Birch e Ahren Stringer, musiche dei The Amity Affliction.
1. Pittsburgh – 3:59
2. Lost & Fading – 4:31
3. Don't Lean on Me – 3:33
4. The Weigh Down – 3:31
5. Never Alone – 5:37
6. Death's Hand – 4:15
7. F.M.L. (Find My Light) – 3:26
8. My Father's Son – 3:37
9. Forest Fire – 3:39
10. Give It All – 4:55

Traccia bonus nell'edizione giapponese
1. Open Letter (Live) – 5:22

Tracce bonus nell'edizione deluxe
1. Skeletons – 4:14
2. Farewell – 3:23

DVD bonus nell'edizione deluxe
1. Seems Like Forever (Film) – 60:00

## Formazione
The Amity Affliction
- Joel Birch – voce death
- Ahren Stringer – voce melodica, basso
- Troy Brady – chitarra solista
- Dan Brown – chitarra ritmica
- Ryan Burt – batteria, percussioni

Altri musicisti
- RealBadDTD – parlato in Never Alone
- Jay Sakong –  programmazione

Produzione
- Will Putney – produzione, ingegneria del suono, missaggio, mastering
- Andy Gomoll – editing

## Classifiche
| Classifica (2014)         | Posizione massima |
| ------------------------- | ----------------- |
| Australia                 | 1                 |
| Nuova Zelanda             | 24                |
| Stati Uniti               | 30                |
| Stati Uniti (digital)     | 16                |
| Stati Uniti (heatseekers) | 30                |
| Stati Uniti (rock)        | 11                |
| Stati Uniti (hard rock)   | 3                 |